# Szatanie Wrótka
Szatanie Wrótka (słow. Satanov zárez, 2383 m) – przełączka między południowo-wschodnim wierzchołkiem Szatana a Szatanią Turnią w Grani Baszt w słowackiej części Tatr Wysokich. Grań ta oddziela Dolinę Młynicką (po zachodniej stronie) od Doliny Mięguszowieckiej (po wschodniej stronie). Z Szatanich Wrótek na wschodnią stronę opada wąska i prosta depresja. 2/3 jej wysokości od góry to skalne ścianki częściowo porośnięte trawkami. Część dolna to Wodny Żleb wcięty między urwiska wschodniego żebra Szataniej Turni i wschodniego żebra południowego wierzchołka Szatana.
Pierwsze przejście przełączką miało miejsce podczas pierwszego przejścia granią. Przez łatwą część depresji prowadzi droga wspinaczkowa Wschodnią ścianą, drogą Jurzycy (I w skali tatrzańskiej, czas przejścia 2 godz. 30 min).